# 豆満江

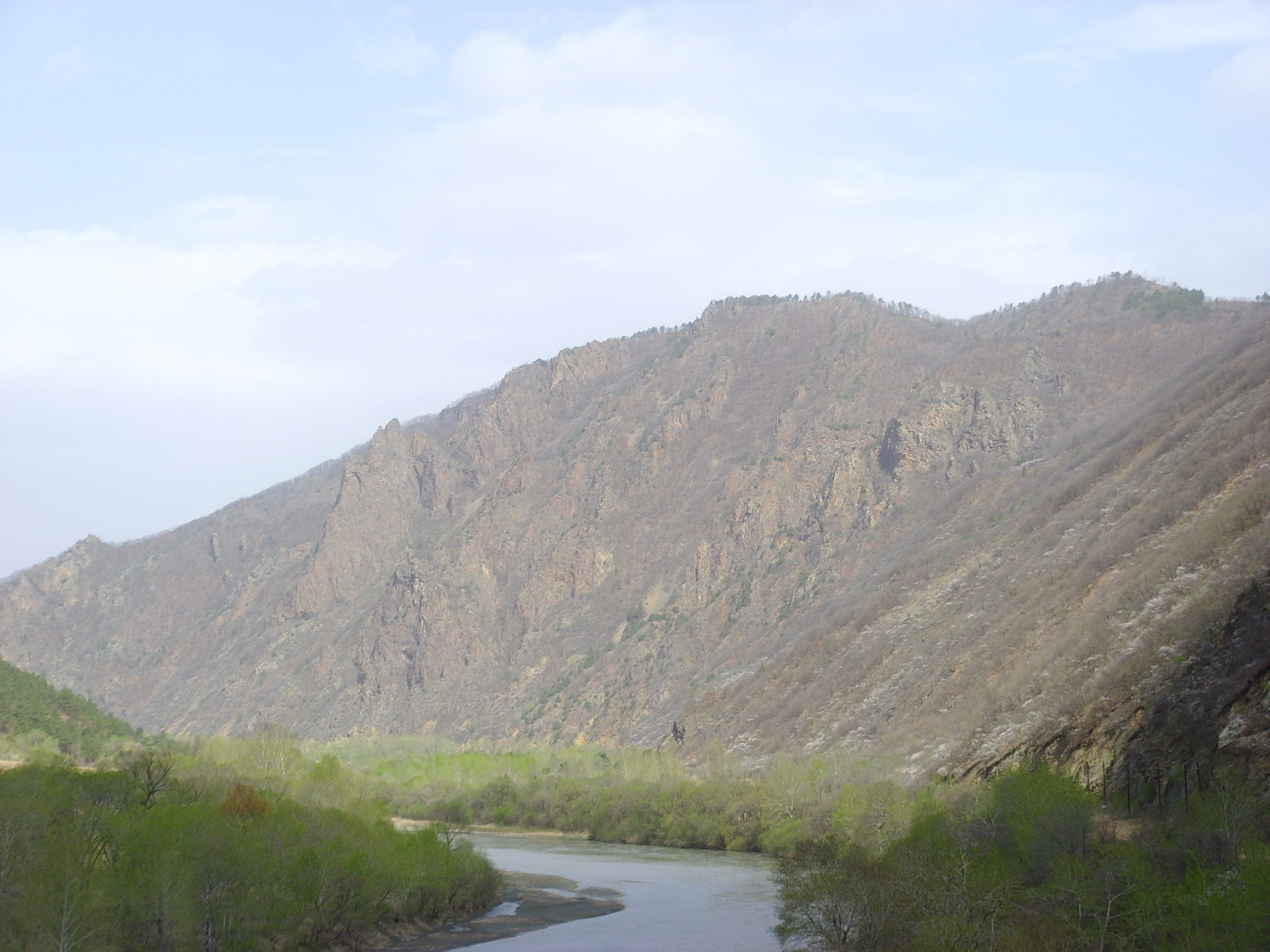
豆満江（咸鏡北道会寧市松鶴里・吉林省延辺朝鮮族自治州龍井市白金郷付近）

豆満江（とまんこう、ずまんこう、トゥマンカン、トゥマンガン、朝鮮語: 두만강、中国語: 图们江、ロシア語: Туманная）は、中朝国境の白頭山（中国名は長白山）に源を発し、中華人民共和国（中国）、朝鮮民主主義人民共和国（北朝鮮）、ロシアの国境地帯を東へ流れ日本海に注ぐ、全長約500キロメートルの国際河川である。
豆満江は朝鮮での呼称で、韓国と北朝鮮に於いての違いはない。語源は「万」を意味する満洲語「トゥメン」であり、満洲語ではトゥメン・ウラ（ᡨᡠᠮᡝᠨ
ᡠᠯᠠ）と称する。中国では中国語も朝鮮語も図們江（Túmenjiāngトゥーメンジャン）と表記する。日本においては、朝鮮語の두만（トゥマン）と日本語の江（こう）をあわせてなまった「とまんこう」という慣用読みが広く使われている。

## 概説
李氏朝鮮時代、世宗は高麗時代から続いた女真の侵入に備え、崔潤徳らに命じて豆満江流域を開拓し、西北四郡（閭延・慈城・茂昌・虞芮）を設置した。爾来、豆満江は歴史的に中国と朝鮮半島を分ける国境線となっており、北岸は中国吉林省延辺朝鮮族自治州、南岸は北朝鮮咸鏡北道である。
北朝鮮を脱出する難民（脱北者）が越境する地帯として知られ、朝鮮人民軍の厳重な監視下に置かれている。豆満江河口付近で中国領は途絶え、ロシア領ハサンとなるが、中国とロシアの国境は1997年に画定した。
1990年7月に中国長春市で開かれた国際会議での吉林省副秘書長丁士晟の提案を受け、国連開発計画（UNDP）の主導で豆満江開発計画が進められており、中国は豆満江下流の琿春市を国境開放都市に指定して琿春辺境経済合作区とし、北朝鮮は羅津・先鋒（現・羅先特別市）を自由経済貿易地帯（経済特区）に指定して開発を進めている。
豆満江河口付近の北朝鮮側には北朝鮮の鉄道とロシアのシベリア鉄道を繋ぐ「豆満江駅」がある。かつては、両国間の鉄道は軌間が異なるため、ここで旅客列車では台車の交換、貨物列車では荷の積み替えが行われたが、四線軌条が施条され、直通運転が可能になっている。
2024年、ロシアと北朝鮮は、鉄道橋の下流約400m付近に自動車橋を作ることで合意。総延長800メートル、幅10メートル、往復2車線の規格により建設され、事業完了予定は2026年12月。アメリカのシンクタンクは、この事業を北朝鮮の軍事支援（ウクライナと戦うロシアのための支援）の見返りに成立したものと分析した。

## 中国の図們江出海権をめぐって
- 1860年、北京条約を締結。清はウスリー川以東、図們江より北の土地をロシアに割譲（現在の沿海州）。清は日本海への出海権を失う。
- 1886年7月4日、中露両国が琿春議定書を締結。図們江河口から国境の距離を15キロと決め、中国は図們江河口までの出海権を獲得。15キロ地点に土（Ｔ）界碑を立てる。交渉にあたった呉大澂は中国で「民族英雄」と評価される。
- 1938年7月～8月、図們江河口の満ソ国境で張鼓峰事件。 事件以後、図們江が機雷封鎖されたので船舶の航行が途絶える。
- 1985年、吉林省対ソ貿易展開F・S研究プロジェクトチームを設立。東北師範大学や吉林省社会科学院が中心で、図們江地域を主に研究。「図們江出海権の利用は根拠があり可能」と結論。86年に「国際協議を通じて出海権回復すべき」という報告を行う。
- 1987年3月、中国の国務院国家科学技術委員会と国家海洋局は図們江出海権調査チームを吉林省に派遣。「わが国の図們江出海権回復についての建議」をまとめる。
- 1989年2月、図們江航行権及び日本海政治経済情勢セミナーが開かれる。吉林省と国家海洋局の共同主催。
- 1989年、北朝鮮は中国の船舶が日本海へ出る権利を口頭で認めた（といわれる）。
- 1990年5月27日・28日、中国は図們江河口第１次試験航行を行う。52年ぶりに航路を回復。22名の専門家、技術者が参加。
- 1990年7月16日～18日、北東アジア経済技術発展国際シンポジウムが長春で開かれる。ハワイイースト・ウエスト・センターと中国アジア太平洋研究会の合同主催。吉林省政府副秘書長の丁士晟教授の「黄金の三角地帯」という論文をもとに、中国側代表者から図們江地域開発を提案。この案は中国船舶の日本海への出海権をどう回復するかを検討する中から生まれた。後に国連開発計画が重点案件として取り上げる。
- 1990年12月4日、中国の船が図們江を下って日本海に出る権利を北朝鮮が認めたため、中国は半世紀ぶりに日本海側に港を持つことになったと朝日新聞が報道。
- 1991年3月、国連開発計画（UNDP）は、図們江流域開発を第5次国連開発事業計画（92年～96年）に決定。
- 1991年5月16日、中ソ両国が「中ソ東段辺境協議」（東部国境協定）に署名。中国の国旗を掲げた船舶が自由に図們江を航行する可能性が開ける。
- 1991年6月3日～14日　中国は図們江河口第2次試験航行を行う。
- 1995年3月28日　中国が北朝鮮に対して図們江河口における日本海への出海権回復を何度か求めるも、北朝鮮が断固拒否していると韓国日報が報道。

## 支流
- 西頭水 - 朝鮮側
- 琿春河（中国語版） - 中国側
- 嘎呀河 - 中国側